# Pia (navn)
 For alternative betydninger, se Pia. (Se også artikler, som begynder med Pia)
Pia er et pigenavn med betydningen "den fromme" og "pligtopfyldende" på latin. Navnet blev i 2020 båret af 24.605 personer, i 2021 24.520 og i 2023 af 23.736 personer i Danmark, hvoraf 28 (0,1%) var børn. En af hjernehinderne hedder "pia mater", fordi den beskytter hjernen.
Navnet stammer fra drengenavnet Pius med betydningen “den fromme”, “hæderlig” eller “respektfuld”.  Navnet var i Danmark mest udbredt blandt nyfødte i perioden 1950 til 1990, hvorefter færre har fået navnet. Før 1940 var det mere ukendt i Danmark. Udover i Danmark er navnet mest udbredt i Sverige og Finland.

## Personer med navnet
- Pia Adelsteen, dansk politiker for Dansk Folkeparti
- Pia Ahnfelt-Rønne, dansk skuespiller
- Pia Allerslev, dansk kommunalpolitiker for Venstre
- Pia Andersen, danssk atlet
- Pia Arke, grønlandsk-dansk billedkunstner
- Pia Balling, dansk tennisspiller
- Pia Bech Mathiesen, dansk designer
- Pia Boisen, dansk politiker for Enhedslisten
- Pia Buxbom, dansk billedkunstner
- Pia Christmas-Møller, dansk politiker for Konservative
- Pia Cohn, dansk sanger og skuespiller
- Pia Degermark, svensk skuespiller
- Pia Fonnesbech, dansk maler og skulptør
- Pia Fris Laneth, dansk forfatter og filminstruktør
- Pia Gjellerup, dansk politiker for Socialdemokratiet
- Pia Græsbøll Ottesen, dansk kunstner
- Pia Jarvad, dansk sprogforsker
- Pia Jette Hansen, dansk skuespiller og teaterleder
- Pia Johansson, svensk skuespiller
- Pia Jondal, dansk skuespiller
- Pia Juul, dansk forfatter
- Pia Kjærsgaard, dansk politiker for Dansk Folkeparti
- Pia Konstantin Berg, dansk forfatter
- Pia Kristensen, dansk politiker for Dansk Folkeparti
- Pia Larsen, dansk politiker for Venstre
- Pia Lauritzen, dansk filosof
- Pia Lund Hansen, dansk atlet
- Pia Maria, østrigsk sanger
- Pia Mourier, dansk skuespiller
- Pia Nielsen, dansk badmintonspiller
- Pia Olsen Dyhr, dansk politiker for Socialistisk Folkeparti
- Pia Ranslet, dansk malter og billederhugger
- Pia Raug, dansk musiker
- Pia Rosenbaum, dansk skuespiller
- Pia Rönicke, dansk billedkunstner
- Pia Scharling, dansk sanger
- Pia Schutzmann, dansk kunstner
- Pia Tafdrup, dansk forfatter
- Pia Trøst Nissen, dansk instruktør og oversætter
- Pia Vanggaard, dansk atlet
- Pia Vieth, dansk skuespiller
- Pia Zinck, dansk højdespringer
- Maria Pia af Savoyen, dronning af Portugal
- Ulla Pia, dansk sangerinde

## Skibe
- Regina Maria Pia, italiensk panserskib